# 诺顿·巴恩希尔
诺顿·巴恩希尔（英語：Norton Barnhill，1953年7月15日—），美国NBA联盟前职业篮球运动员。